# Dagmara
Dagmara – imię żeńskie pochodzenia skandynawskiego. Wywodzi się być może z połączenia  słów dag „dzień” i mar „dziewica”, „panna”, albo też mari „sławny”. Możliwe, że jest to duńska wersja słowiańskiego imienia Drogomira, które nosiła czeska księżniczka, żona Waldemara II Zwycięskiego. 

Brak jednoznacznego pochodzenia imienia. Może to być także żeńska forma imienia Dagmar, będącego imieniem dynastycznym u plemion frankońskich pochodzenia celtyckiego oznaczająca 'wielki przez dobroć' lub germańskiego w znaczeniu 'mąż jasny jak dzień', jak i żeńska forma imienia Dagobert.
Dagmara imieniny obchodzi 24 maja i 20 grudnia.  
Znane osoby noszące imię Dagmara:
- Dagmara Bryzek – polska aktorka;
- Dagmara Duńska – caryca Rosji, matka ostatniego cara Mikołaja II;
- Dagmara Domińczyk – polska aktorka mieszkająca w USA;
- Dagmar Havlová – czeska aktorka, żona Václava Havla;
- Dagmara Jack – polska kompozytorka muzyki poważnej mieszkająca w Berlinie;
- Dagmara Kowalska – polska piłkarka ręczna;
- Dagmara Krzyżyńska – polska narciarka alpejska;
- Dagmara Matuszak – polska malarka, ilustratorka, autorka komiksów;